# Heroica Cárdenas
Heroica Cárdenas (kurz Cárdenas) ist eine Stadt mit etwa 100.000 Einwohnern im Südosten des mexikanischen Bundesstaats Tabasco. Sie ist Verwaltungssitz (cabecera) des Municipio Cárdenas.

## Lage
Die Stadt Heroica Cárdenas liegt etwa 2 km vom Río Mezcalapa entfernt und knapp 48 km (Fahrtstrecke) westlich der Großstadt Villahermosa in einer Höhe von etwa 20 m. Das Klima ist feucht und schwül; Regen (ca. 2100 mm/Jahr) fällt überwiegend in den Sommermonaten.

## Bevölkerung
| Jahr      | 2000   | 2005   | 2010   |
| Einwohner | 78.637 | 79.875 | 91.558 |

In der zweiten Hälfte des 20. Jahrhunderts sind viele Neusiedler aus anderen Regionen Mexikos zugewandert. Umgangssprachen sind in der Hauptsache Nahuatl und Spanisch.

## Wirtschaft
Die Region um Cárdenas ist in hohem Maße landwirtschaftlich geprägt; angebaut werden Mais, Zuckerrohr, und Bohnen. Auch die Viehzucht spielt eine bedeutende Rolle. Trotz der relativen Nähe zu den archäologischen Stätten der Olmeken und der Maya-Stadt Comalcalco spielt der Tourismus kaum eine Rolle im Wirtschaftsleben der Gemeinde.

## Geschichte
Vor der Konquista durch die Spanier war das Gebiet nur dünn von Angehörigen verschiedener Indianer-Stämme besiedelt. Im 17. Jahrhundert gab es zahlreiche Überfälle englischer Piraten. Die heutige Stadt wurde kurz nach dem Jahr 1800 von José Eduardo de Cárdenas unter dem Namen San Antonio de Los Naranjos gegründet; die Stadtrechte (villa) erhielt die Siedlung erst im Jahr 1851. Den Zusatz Heroica erhielt sie wegen ihres Widerstands gegen die Französische Intervention in Mexiko in den Jahren 1861–1867. Sie wuchs aber erst nach dem Bau einer Straße in den 1930er und 1940er Jahren und durch Zuwanderung aus anderen Regionen Mexikos zu einer bedeutenden Größe heran.

## Sehenswürdigkeiten
- Die Straßen im Zentrum sind zumeist rechtwinklig angelegt; am zentralen Parque Independencia stehen Kirche und Rathaus.
- Die zweitürmige Iglesia de San Antonio de Padua, ein dreischiffiger Bau mit Querschiff aus der Mitte des 20. Jahrhunderts, hat eine von einem belichteten Tambour erhöhte Vierungskuppel; in den Zwickeln der Pendentifs finden sich Malereien mit Darstellungen der vier Evangelisten.[3]
- Das kleine Museo Carlos Pellicer zeigt Exponate zur Stadtgeschichte.